# Forges de Varigney
 (septembre 2015).
Les forges de Varigney sont un ancien site industriel situé sur la commune de Dampierre-lès-Conflans, dans la Haute-Saône.

## Toponymie
Le nom de Varigney viendrait de l’ancien français d’origine germanique, warrennier (garennier), lieu où la chasse et la pêche étaient réservées au seigneur. Une autre origine est cependant possible : varennes (racine prélatine war, eau), qui désigne une terre de faible valeur près des cours d’eau et généralement utilisée comme pâturage. Le nom du lieu que nous connaissons a évolué au cours des siècles, comme l’attestent les différentes traces écrites qu’on peut relever depuis le XIIe siècle : Grangia de Varennûs (1132) ; Grangia de Varenneros (1155) ; Varegney  ou Varigneis (1157), Wareignies (1212), Vareinnes (1215), Varegnes (1243) ; Grange noble de Varigney (1678) ; Grange de Varigney (1708).

## Le site
Dès l’origine, un moulin ainsi qu’une écluse sont installés à Varigney en raison de la position du lieu, au confluent du Planey et de la Semouse. Le moulin était situé un peu en retrait du confluent et fonctionnait grâce à un petit canal dont le débit était réglé par l’écluse.

## Histoire

### Varigney cistercien
Les textes semblent montrer que le moulin et l'écluse existaient avant l’arrivée des moines mais il n'a pas été possible à ce jour de retrouver une mention antérieure qui en préciserait l’origine et le fondateur.
Les débuts connus de l’histoire de Varigney sont étroitement liés à l’Abbaye de Clairefontaine grâce à de nombreuses donations et confirmations à partir du milieu du XIIe siècle. Après avoir été la possession de divers seigneurs laïcs, depuis le XIIe siècle, Varigney avait pour seigneur l’abbé de Clairefontaine qui y installa une grange.
Il est donc nécessaire, pour comprendre l’histoire de Varigney, de s’intéresser à la fondation de l’abbaye de Clairefontaine. Après l’élan colombanien du VIIe siècle, peu de monastères ont été fondés dans cette région ; excepté l’abbaye de Faverney, fondée en 722, qui fut d’abord couvent de femmes avant de passer aux bénédictins. Il est vrai que la période troublée de la fin de ce premier millénaire ne se prêtait guère aux fondations… Il faut attendre la fin du XIe siècle, sous l’impulsion de l’ordre de Cîteaux, pour la création de nouvelles unités monastiques importantes.

#### L’ordre de Citeaux
L’ordre de Citeaux a été créé en 1098 par saint Robert, abbé de Molesme, dans la ligne de saint Benoît. Les “moines blancs” observaient la vie communautaire, la pauvreté, le silence, le jeûne, la méditation. Ils exerçaient une activité culturelle mais également le travail manuel obligatoire. « Les moines de notre ordre doivent tirer leur subsistance de la culture de la terre et de l’élevage des troupeaux (…) Aussi nous est-il permis de posséder, pour notre propre usage, des eaux, des forêts, des vignes, des prés, des terres (…) et de les conserver (…) ». C’est sous la conduite de saint Bernard, fondateur de l’abbaye de Clairvaux, que l’ordre cistercien prit toute sa dimension. En moins de 20 ans, six célèbres abbayes sont fondées : Bellevaux (1119), Cherlieu (1131), La Charité, Clairefontaine, Bithaine (1133), Theuley (1135). À la mort de saint Bernard, 350 abbayes de l’ordre de Citeaux sont fondées en Europe, 700 à la fin du XIIIe siècle.

#### L'abbaye de Clairefontaine
En 1131 ou 1132, sur la demande de Guy de Jonvelle, propriétaire des lieux, Gauthier ou Vautier, abbé de Morimond, envoya Lambert rejoint en juin 1133 par douze moines  pour fonder la nouvelle communauté religieuse sous l’ordre de Citeaux. Ce Lambert qualifié plus tard de “ bienheureux ” devient abbé de Morimond en 1154 puis, en 1155, abbé de Citeaux. L’endroit n’est pas très agréable mais cela correspondait aux habitudes des cisterciens. “ Entre Polaincourt et Chazel, s’étend un petit vallon d’un assez triste aspect ; c’était un marécage gisant sous d’épaisses forêts. Les rayons de soleil ne l’échauffaient jamais et on y voyait dans le fourré une eau verdâtre, souvent boueuse, qui allait se perdre dans l’Amance. ”
La famille de Jonvelle continua pendant plusieurs siècles à doter et à protéger l’abbaye. “L’abbaye de Clairefontaine, laquelle est de notre garde et de notre fondation, en laquelle notre dit prédécesseur sunt enterrey…” précise Philippe de Jonvelle dans une confirmation du XIVe siècle. Ils ne sont pas les seuls et de nombreuses donations sont faites par les seigneurs du voisinage. En 1151, une bulle du pape Eugène III fait le premier bilan du temporel. On y relève, entre autres : 
- les granges de Varigney et Vaux la Douce (qui deviendra une abbaye fille de Clairefontaine).
- la grange de Champonnet à Bassigney et “Bonum Mansum” à Chazel (disparu) .
Tout au long des XIIe siècle et XIIIe siècle, les donations se poursuivent ; beaucoup émanent de personnages importants parmi lesquels on peut citer : l’empereur Frédéric Barberousse ; Renaud III et Étienne Ier, comtes de Bourgogne ; Guy et Bertrand de Jonvelle ; Hugues et Gislebert de Faucogney, vicomtes de Vesoul ; Henri (frère) et Henri (fils) du comte Frédéric de Bourgogne ; Frédéric et Ferry, comtes de Toul ; Mathieu, duc de Lorraine ; Thierry, archevêque de Besançon ; Manasses, évêque de Langres ; etc. Ces donations sont quelquefois remises en cause par les héritiers des 'généreux donateurs'. Ainsi une longue controverse entre l’abbaye et la famille d'Achey se prolongea de 1193 à 1214. Philippe d’Achey et son frère Gérard contestèrent les dons faits par leur père Philippe d’Achey au cours du XIIe siècle. Il fallut l’arbitrage d’une commission pour terminer cette querelle en faveur de l’abbaye qui possédait des preuves écrites.

#### La Grange de Varigney
Il semble bien que Varigney ait fait partie des donations primitives à la fondation de l’abbaye avec la 'Grange de  Champonnet' (Bassigney) et la 'Grange Rouge' (Polaincourt). On retrouve aux XIIe siècle et XIIIe siècle de nombreuses citations de Varigney concernant des donations et confirmations de terres, d’installations, de droits, etc à l’abbaye de Clairefontaine :
- En 1150, Foulques, seigneur de Dampierre, Calo et Dreux de Dampierre, ses neveux, font don d’un quart du moulin de Varigney.
- En 1151, bulle de confirmation du pape Eugène III ; donation de Thiébaut de Fols de biens de Varigney à un personnage non identifié.
- En 1155, Ralon de Dampierre fait donation d’une «partie du moulin» ; donation de Lambert «sacerdos de Epinant» (?) d’un pré à Varigney.
- En 1157, confirmation d’un don par Calo de Dampierre ; confirmation par Humbert de Scey, archevêque de Besançon ; Guy de Dampierre et Odon, son frère, cèdent l’écluse ; confirmation de la donation par Thiébaut de Fols de biens à Varigney.
- En 1178, charte de Roger de Vico Pisano, archevêque de Lausanne, légat du pape Alexandre III.
- En 1242, Thiébaut de Jonvelle renouvelle le don du moulin et y ajoute les droits de justice qui y étaient attachés.
- En 1243, Thiébaut de Dampierre cesse une querelle concernant des prés, des terres, des bois, des hommes, avec l’abbé de Clairefontaine à propos de Varigney.

Il reste difficile de donner l’importance de la grange de Varigney aux XIIe siècle et XIIIe siècle. Les chartes de donation ne comportant pas de surface. Un plan et arpentement fait en 1708 donne une superficie de 542 arpents  soit environ 233 ha.
La grange est en exploitation directe : la règle cistercienne voulait que les moines cultivent eux-mêmes leurs terres « Nous pouvons avoir des granges que garderont les convers…  Le principe de notre ordre exclut la possession de dîmes du travail et de l’élevage, des domaines des vilains, des cens de terre, des revenus des fours et moulins… contraires à la pureté monastique ». Les beaux principes de cette règle seront plus ou moins délaissés à partir du XIIIe siècle et ce sera un grangier (fermier) qui exploitera les terres pour le compte de l’abbaye.
La grange comporte des installations permettant la vie communautaire  des convers : chapelle, réfectoire, dortoir, chauffoir, bâtiments agricoles  servant à l’entrepôt des denrées récoltées.  Ces installations restaient assez proches de l’abbaye. Varigney et Champonnet, les plus éloignées, n’étaient pas à plus de 10 km de la maison mère. Il fallait que les convers puissent se rendre à l’office dominical à l’abbaye. Pour éviter toutes relations et toutes causes de querelles, les granges sont distantes les unes des autres (en règle générale d’une lieue, soit environ 4 km). La célébration de la messe est interdite dans la chapelle qui n’est utilisée que pour les nombreuses prières  réparties dans la nuit et la journée. Les enterrements des convers se font à Clairefontaine.
La grange est sous la dépendance directe  de l’abbaye. C’est la cellule de base qui pourvoit aux besoins de l’abbaye et de l’hospitalité. À l’origine, le travail est effectué par les convers aidés par les moines en cas de besoin. Le cellerier, chargé de l’administration financière de l’abbaye est aussi responsable des granges. Il y nomme un maître choisi parmi les convers. Ceux-ci représentent  environ les deux tiers de la population de l’abbaye.
L’économie des granges était à la fois agricole et pastorale. On devait conserver un équilibre nécessaire entre la partie cultivée (finage) et la partie inculte (jachères, friches et forêts). L’agriculture et l’élevage devaient pourvoir à la nourriture de la grange et de l’abbaye.

##### L’agriculture
Les cultures sont essentiellement nourricières :
- bled: ce terme recouvre toutes les céréales, blé et seigle pour le pain, avoine pour les chevaux et les animaux domestiques, orge, millet…
- légumes : fèves, choux, navets, ers (sorte de lentilles).

La jachère consistait à partager le finage en 3 années :
- 1re année : céréales ;
- 2e année : légumes ;
- 3e année : repos.

Ce rythme imposé était nécessaire pour le repos des sols en raison des faibles apports en fumier dus à la modicité des troupeaux et du mode d’élevage, essentiellement de plein air.

##### L’élevage
Chaque grange possède plusieurs paires de bœufs, nécessaires à la traction des chariots et charrues, ainsi que des chevaux à partir du XIIIe siècle. On élève aussi des vaches pour le lait et des moutons pour la laine. Mais l’essentiel du troupeau est constitué de porcs, élevés pour la chair. Les textes laissent penser que chaque grange pouvait élever une centaine de porcs.
On pratique la vaine pâture (pâturage après les récoltes). Les troupeaux paissent sur les jachères dans les friches et dans les forêts.

##### La forêt
La forêt est très importante dans l’économie médiévale. Elle fournit le bois à construction dont l’abbaye à besoin et le mort bois pour le chauffage mais aussi les fougères pour les toitures, les écorces pour les cordes et le tannage, le charbon de bois pour les fourneaux à métaux, les merrains pour les tonneaux, les échalas des vignes, etc.
C’est également, on l'a vu, un lieu de pâturage pour les animaux (bovins et porcs). Les droits de glandées sont très recherchés et font l’objet de nombreuses donations et contestations.

##### La pêche
La pêche est de première importance pour l’abbaye. Le poisson constitue la seule chair autorisée durant les nombreux jours de carême et d’abstinence (près de 100 par an). La règle cistercienne, contrairement à celle d’autres ordres, autorisait la consommation de poissons.
Toutes les granges situées à proximité des rivières ont bénéficié de droits de pêche donnés comme droits d’usage in aquis. Des droits de pêche sont cédés à Varigney en 1155 par Thierry de Fols. 
En 1210, Guy de Jonvelle cède le droit de pêche en même temps que sa part du moulin de Varigney.
Les cisterciens ont été les réalisateurs de nombreux étangs. Il est fort probable que les moines de Clairefontaine soient à l’origine de l’étang "Moreau" à Dampierre.

##### L’apiculture
Dès le XIIe siècle, les granges pratiquent l’apiculture. Thierry de Vellefaux cède des ruches en même temps que des droits d’usage.

##### La viticulture
Chaque grange possédait quelques arpents de vignes. Pourtant on n’a pas de trace de vignes dans le finage de Varigney, elles devaient se situer à Dampierre.

##### La meunerie
La grange de Varigney assurait en sus l’exploitation du moulin d’origine.

### Varigney entre deux comtés
Varigney faisait partie, à l’origine, du comté de Bourgogne, nom historique de la Franche-Comté, puis il a été contesté en surséance entre les comtes (puis ducs) de Bar et les comtes de Bourgogne. Les actes relatifs à Varigney se passaient sous le double sceau des comtes et ducs de Bar et des comtes de Bourgogne et les parties se soumettaient aux juridictions de la Bourgogne et du Barrois puis de la Lorraine après le rattachement du duché de Bar au duché de Lorraine.
Ces deux provinces faisaient partie d’États différents et souvent en conflit. Le comté de Bourgogne (Franche-Comté) d’abord indépendant, a appartenu successivement au Saint-Empire romain germanique, au royaume de France, au duché de Bourgogne, puis à nouveau au Saint-Empire romain germanique, à l’Espagne puis définitivement à la France après le traité de Nimègue en 1678. La Lorraine était un état quasi indépendant lié au Saint-Empire romain germanique jusqu’à son rattachement à la France après la mort de Stanislas Leszczyński en 1766.
La situation de Varigney et d’un certain nombre de villages situés en limite des deux états fit l’objet de nombreuses contestations et exactions de la part des comtois et des lorrains dont les populations eurent à souffrir, mais il y avait aussi des aspects positifs car on pouvait en temps de paix circuler facilement entre les villages voisins, commercer et pratiquer la contrebande —  du sel, en particulier.
Ne pouvant s’accorder sur la souveraineté, les deux princes décident de surseoir à la décision et on appela ces villages « terres de surséance ».  Après un jugement du bailliage d'Amont du 5 mai 1562, après un très long procès et une ordonnance du duc de Bar du 12 avril 1573, il fut décidé que Varigney ferait partie définitivement du Comté de Bourgogne.
L’abbé de Clairefontaine, propriétaire de la grange de Varigney avait prouvé ses dires en montrant des actes de donation de 1132. Le Bourg de Dampierre ainsi que Conflans faisaient partie du Barrois puis de la Lorraine.  Varigney et Dampierre formaient une même paroisse ce qui explique le rattachement de Varigney à Dampierre lors de la création des communes en 1790.
La chapelle Saint-Eloi (1874-1875) fait l’objet d’une inscription au titre des monuments historiques depuis le 21 décembre 1994.

### Varigney industriel
Il faut attendre le début du XVIe siècle pour disposer de textes évoquant une activité métallurgique à Varigney. Auparavant, on sait qu'il existait un haut fourneau sur les possessions de l'abbaye de Clairefontaine, mais on ignore s'il était installé en ce lieu. La guerre de Dix ans (1634-1644) provoque sans doute un arrêt de l'activité et il faut attendre 1728 pour sa reprise, à l'instigation de Jean-Baptiste Perrier, originaire d'Épinal. Celui-ci dispose d'un bail accordé par l'abbé de Clairefontaine pour rétablir un fourneau au bord du Planey.
À la veille de la Révolution, le bail d'exploitation appartient à Pierre-François Galaire, également maître d'une petite forge à Port-sur-Saône. Lors de la vente des Bien nationaux en 1791, le site est acquis par Vuilley, citoyen de Conflans qui continue de le louer à Galaire. En germinal an IX, Galaire s'associe à son beau-frère Jean-Baptiste Patret pour l'exploitation des différentes affaires : outre Varigney et Port-sur-Saône, Galaire et Patret exploitent les forges de Conflandey et d'Aillevillers, puis ils acquièrent de fourneau de Mailleroncourt-Charette en 1809 et les installations métallurgiques de Maizières en 1817 ; ils louent également les installations de Vy-le-Ferroux et de Cendrecourt-Betaucourt.
En 1825, la liquidation de la société donne lieu à un partage. Jean-Baptiste Patret se voit attribuer Varigney tandis que son beau-frère Jérôme Galaire reprend Mailleroncourt-Charette et Port-sur-Saône. Le 27 août 1827, Jean-Baptiste Patret est emporté par une attaque d'apoplexie. Son fils Jérôme-Auguste lui succède. Il épouse Noémie Lormont-Brocard qui lui apporte une caution financière pour l'agrandissement de l'affaire (la famille Lormont-Brocard possède le parc et le château d'Épinal qu'elle lèguera à la ville, ainsi que les sources de Contrexéville). Au décès de Jérôme survenu en 1862, c'est son gendre Albert Ricot qui lui succède. Le 23 août 1919 est créée la société anonyme dénommée Société des Usines de Varigney regroupant l'exploitation de la fonderie et de la scierie.

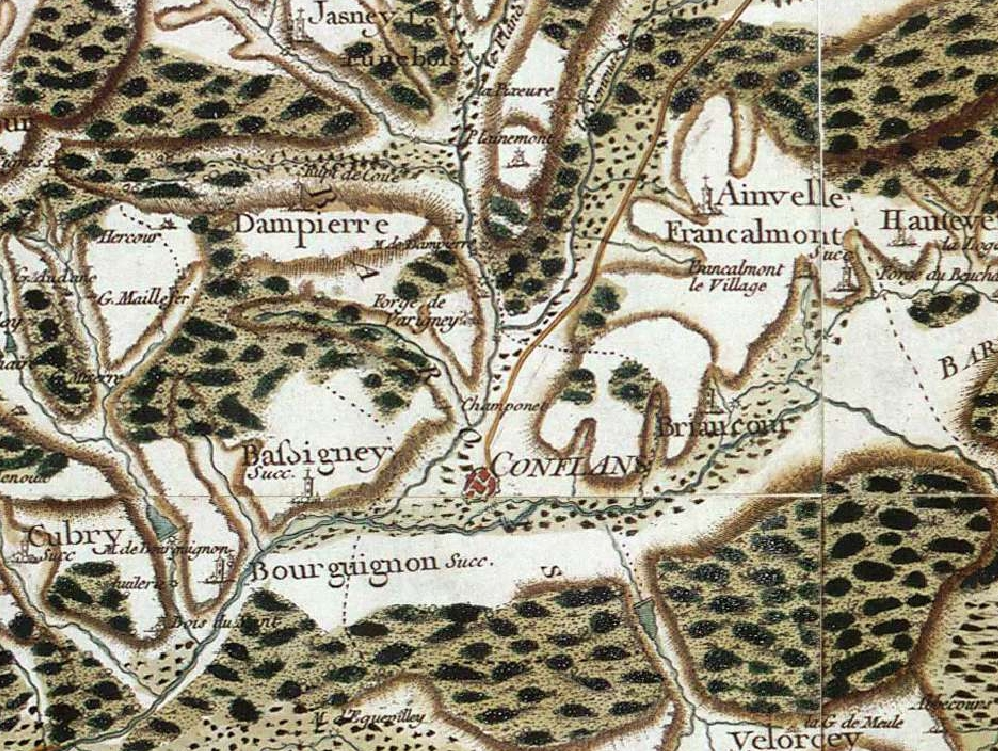
Localisation des Forges de Varigney et environ sur la carte de Cassini (1756)
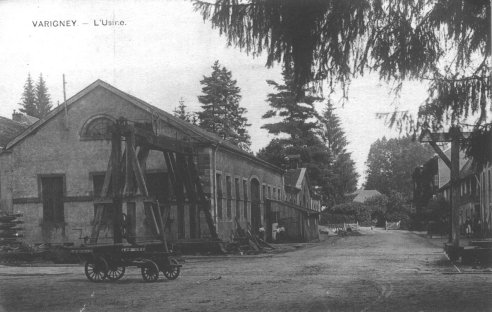
Cour de l'usine de Varigney (début XXe) - Vue sud.
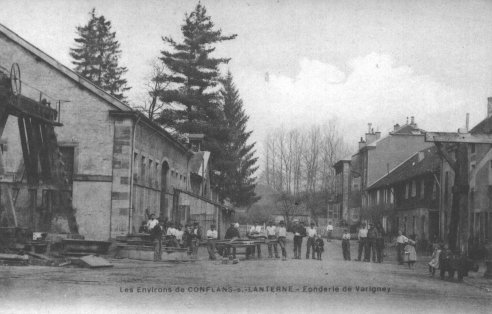
Cour de l'usine avec les ouvriers.
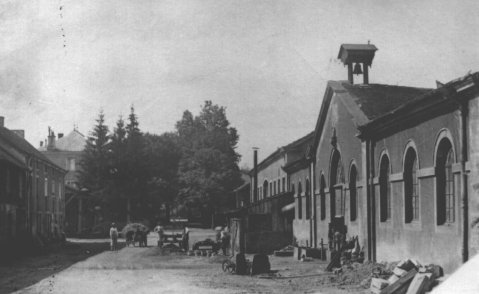
Cour de l'usine - Vue nord.
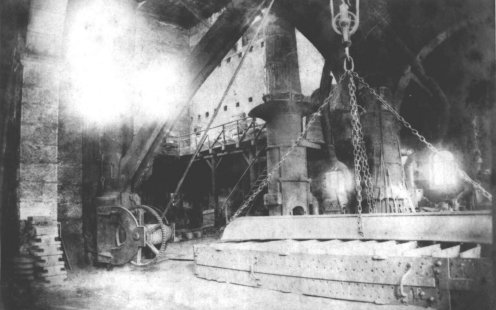
Vue intérieure de l'usine - Le cubilot.